# (172974) 2005 YW55
2005 واي دابليو 55 (ويعرف أيضًا باسم (172974) 2005 واي دابليو 55 وفق تسمية الكوكب الصغير) (بالإنجليزية: 2005 YW55)‏ هو كويكب ضمن حزام الكويكبات؛ وترتيبه 172974 من حيث الاكتشاف.
اكتُشف هذا الجُرم الفلكي بواسطة ماسح السماء كاتالينا في 28 ديسمبر 2005.

## وصلات خارجية
- (172974) 2005 YW55 في قاعدة بيانات مختبر الدفع النفاث لأجرام النظام الشمسي الصغيرة

- الاكتشاف · مخطط المدار ·  العناصر المدارية · المعلمات المادية

- (172974) 2005 YW55 على موقع ويكي سكاي: DSS2, SDSS, GALEX, IRAS, Hydrogen α, X-Ray, Astrophoto, Sky Map, Articles and images